# La bengala perdida
«La bengala perdida» es una canción compuesta e interpretada por el músico argentino Luis Alberto Spinetta en el álbum Téster de violencia de 1988, octavo álbum solista y 21º en el que tiene participación decisiva. Trata sobre el caso real del asesinato del aficionado Roberto Basile durante un partido de fútbol al ser quemado por una bengala arrojada desde la tribuna del bando contrario.
El tema está ejecutado por Spinetta (guitarra, voz y programación), Carlos Alberto "Machi" Rufino (bajo), Juan Carlos "Mono" Fontana (teclados), Guillermo Arrom (primera guitarra), Jota Morelli (batería).
Ha sido considerado el mejor tema de la década de 1980 por los principales medios especializados en música joven.
Fue una de las dos canciones del álbum -la otra fue "Al ver verás"-, seleccionadas por Spinetta para ser incluida en el concierto Spinetta y las Bandas Eternas en el año 2009, con Mono Fontana como invitado especial en ambas.

## Contexto
Spinetta venía de realizar su álbum doble junto a Fito Páez La, la, la y de sufrir que durante los recitales de presentación del álbum fueran asesinadas "las madres" de Fito Páez. Semejante situación impactó sobre la obra de ambos: mientras Fito Páez compuso y editó el álbum Ciudad de pobres corazones (1987), Spinetta por su parte expresó su dolor en Téster de violencia.
El contexto histórico de Argentina influía también en el estado emocional de Spinetta. A fines de 1983 la sociedad argentina había reconquistado la democracia y había enjuiciado y condenado a las juntas militares (1985) que cometieron crímenes de lesa humanidad durante la última dictadura. Pero en 1986 ese clima comenzó a enturbiarse cuando el Congreso sancionó la primera de las llamadas leyes de impunidad, seguida al año siguiente de la primera de las sublevaciones militares de carapintadas.

## El álbum
Téster de violencia es un álbum conceptual alrededor del tema de la violencia, que busca ir más allá de una mirada puramente moral y exterior sobre la violencia, para partir de los cuerpos de las personas, como campos en los que esa violencia actúa y a la vez es medida. Para Spinetta la violencia no es sólo "lo horrible", sino la vida misma, desde el hecho mismo de nacer y enfrentar la muerte.

La temática del cuerpo, eje central de Téster de violencia, resulta novedosa para alguien como Spinetta, que durante mucho tiempo le cantó al alma, e incluso bautizó a uno de sus mejores discos como Alma de diamante. Este cambio fue simétrico, además, al hecho de que el Flaco pasó de leer con devoción las obras de Antonin Artaud (para quien el cuerpo es la cárcel del alma) a los textos de Foucault (para quien el alma es la cárcel del cuerpo).
Eduardo Berti, Spineta: crónica e iluminaciones

En el álbum desempeña un papel especialmente importante el Mono Fontana, creador de todos los arreglos de teclados.

## El asesinato de Roberto Basile
El 3 de agosto de 1983 Roberto Alejandro Basile, de 25 años y simpatizante de Racing Club, fue asesinado en la cancha del club Boca Juniors mientras esperaba que comenzara el partido entre Boca y su equipo, debido a que una bengala náutica arrojada desde la tribuna local lo impactó perforándole la carótida y causando que se desangrara. Se probó que los culpables fueron dos miembros de la barra brava de Boca, Roberto Caamaño y Miguel Herrera y el fiscal pidió quince años de prisión, pero solo fueron condenados a dos años de prisión en suspenso y ocho años con prohibición para portar armas. El partido se jugó igual.

## El tema

Manuscrito de Luis Alberto Spinetta de la letra de "La bengala perdida".

El tema es el noveno track (cuarto del Lado 2) del álbum solista Téster de violencia, un álbum conceptual alrededor del tema de la violencia.
La letra aborda la muerte de Roberto Basile sin nombrarlo, utilizando un lenguaje poético pero directo y desgarrador:

Adentro queda un cuerpo,
la bengala perdida se le posó,
allí donde se dice gol.
"La bengala perdida", Luis Alberto Spinetta

Entre las metáforas utilizadas en la canción Spinetta recurre al Exocet ("Tití portando un dulce Exocet, que busca de piel en piel"), la marca de un misil que alcanzó celebridad durante la guerra de las Malvinas. La letra incorpora también una frase que el propio Spinetta recibiera de un fan suyo que era también hincha de Rosario Central: 

por un color, sólo por un color,
no somos tan malos todo va a estallar,...
"La bengala perdida", Luis Alberto Spinetta

El hecho había sucedido en Córdoba, antes de un recital. El Flaco había salido a caminar y se encontró con varios hinchas del club Rosario Central envueltos en la bandera de su equipo. Los hinchas lo reconocieron y le pidieron que escribiera una canción sobre ellos. Con franqueza les respondió que no quería escribir sobre las hinchadas porque "rompen todo, se pelean". Sin ofenderse los hinchas trataron de explicar su conducta diciéndole: "Vos no nos entendés, Flaco, nosotros lo hacemos todo por los colores que amamos". La respuesta lo conmocionó y pasó casi sin mediación poética a la letra de la canción.
Spinetta amaba el fútbol y el hecho de que el deporte que amaba fuera causante de una violencia tan irracional le producía un gran desgarramiento. En un reportaje que le realizaron el año anterior a su muerte, expresa esos sentimientos encontrados:

El fútbol es un deporte alucinante... Es maravilloso. Ahora, odio la violencia en el fútbol. Es decir, odio lo que ha generado en la gente para que se fanatice y se quiera matar a patadas por un partido de fútbol... Me parece un deporte divino. Nosotros los espectadores lo hemos puesto a favor de nuestros peores instintos.
Luis Alberto Spinetta, 2011

En la letra Spinetta recurre también a los escritos místicos de Carlos Castaneda, en el verso que dice "la mujer sabe el devenir, porque ve con el ojo que mira al magma":

Yo lo que sé es que lo que me pegó fuerte traté de imprimir de alguna manera con música en algún momento tomando pequeñas o cosas sutiles que me impactaban y me daban imágenes poéticas...sobre todo hablando de Castañeda que es un poco... es una visión permanente... En el último disco por ejemplo hay una imagen que dice que "la mujer sabe el devenir, porque ve con el ojo que mira al magma"...que no es nada menos que la vagina que apunta hacia el centro de la tierra... Y a través de eso, según Don Juan, ve la fuerza real de la tumbadora... que... bueno, es otra cosa... Es una fuerza misteriosa que nos reúne o nos separa de esto. Y pienso que siempre Castañeda es como una permanencia, pero tomo como quien toma una gota del mar... No puedo tomar todo eso, no me puedo hacer cargo de semejantes cosas, no tengo coyotes en casa...
Luis Alberto Spinetta, 1988

Castaneda menciona el tercer ojo que tienen las mujeres en El fuego interno (1984), el último libro que había publicado hasta la fecha en que Spinetta compuso "La bengala perdida": 

Le pedí a don Juan que explicara mi experiencia con la Catalina.
-Las mujeres son definitivamente más estrafalarias que los hombres -dijo don Juan-. El hecho de que tienen una abertura entre las piernas las hace caer presas de extrañas influencias. A través de esa abertura se posesionan de ellas fuerzas telúricas, extrañas y poderosas. Es la única forma en que puedo entender sus extravagancias. El nagual Julián decía que las mujeres tienen un tercer ojo. Él lo llamaba el ojo telúrico, el ojo que mira al suelo.
Carlos Castaneda, El fuego interno" (IX. El movimiento hacia abajo)

En octubre de 2012, poco después de la muerte de Spinetta, la Biblioteca Nacional realizó una muestra homenaje titulada Los libros de la buena memoria, organizada por Eduardo "Dylan" Martí, amigo íntimo y creador de muchos de los componentes visuales que acompañan la obra spinetteana. Martí colocó en la entrada de la muestra una gran bandera de River Plate -equipo del que era seguidor Spinetta- con la frase "La bengala perdida" escrita en la banda roja:

Todo el mundo piensa que la puse porque Luis era hincha de River, pero la bandera fue un llamado de atención que representa el dolor por lo que pasa en los estadios de fútbol con la violencia desatada de la gente... Luis era un furioso hincha de River, amaba el deporte y odiaba la violencia que generaba...
Eduardo "Dylan" Martí

El sociólogo y exdirector de la Biblioteca Nacional Horacio González ha sostenido que "La bengala perdida" debe ser considerada como una de las letras más importantes de la música argentina:

Me parece que ‘La bengala perdida’ es una de las grandes letras de la historia de la música argentina. Puedo compararla con ‘Milonga triste’ (Homero Manzi, 1936), pero ‘La bengala...’ cuenta con un toque interno de tragedia que tiene su punto culminante en el hincha que cae en cruz. Es un pensamiento de una profundidad difícil de describir desde el punto de vista de la historia del deporte en la Argentina. Spinetta no era simplemente alguien que se condoliera ante las tragedias cotidianas con una benevolencia hacia sí mismo, sintiéndose benefactor de su propia conciencia. Por el contrario, era capaz de escribir una gran canción sobre un hincha. Eso no está presente en la historia de la poesía argentina con tal fuerza; tanta, que sorprendería a todas las hinchadas si se les dijera que cargan con una suerte de sacralidad oscura. Spinetta examinaba esta buena conciencia desde una poética vinculada con la tragedia y con una oscura religiosidad. A mí siempre me impresionó mucho ‘La bengala perdida’. Es un resumen de la historia argentina contemporánea.
Horacio González

En las conversaciones registradas por Eduardo Berti en el libro Spinetta: crónica e iluminaciones, Spinetta cuenta que había clasificado las canciones del álbum en dos grupos: "caídas al cuerpo" y "evaporaciones". "La bengala perdida" había sido incluida en el grupo "caídas al cuerpo".

## Resignificación a raíz de Cromañón
Si bien en todas partes del mundo han existido muertes causadas por bengalas, en Argentina se produjo en Buenos Aires lo que se conoce como tragedia de Cromañón el 30 de diciembre de 2004. La misma se produjo en Buenos Aires en un recital de rock, durante la presentación de la banda Callejeros, cuando algunos asistentes tiraron bengalas, causando el incendio del local y la muerte de 194 personas y más de mil heridos. Cromañón era uno de los lugares paradigmáticos del rock argentino y la ausencia de medidas de seguridad era parte del folklore del rock,
El conocido tema de Spinetta fue resignificado asociándolo con la tragedia, la mayor de la historia argentina por causas no naturales, y la cultura del rock.